# العلاقات البليزية البوروندية
العلاقات البليزية البوروندية هي العلاقات الثنائية التي تجمع بين بليز وبوروندي.

## مقارنة بين البلدين
هذه مقارنة عامة ومرجعية للدولتين:
| وجه المقارنة                                              | بليز         | بوروندي                                    |
| --------------------------------------------------------- | ------------ | ------------------------------------------ |
| المساحة (كم2)                                             | 22.97 ألف    | 27.83 ألف                                  |
| عدد السكان (نسمة)                                         | 374.68 ألف   | 10.86 مليون                                |
| الكثافة السكانية (ن./كم²)                                 | 16.31        | 390.23                                     |
| العاصمة                                                   | بلموبان      | بوجومبورا، جيتيغا                          |
| اللغة الرسمية                                             | لغة إنجليزية | اللغة الكيروندية، لغة فرنسية، لغة إنجليزية |
| العملة                                                    | دولار بليزي  | فرنك بوروندي                               |
| الناتج المحلي الإجمالي (بليون دولار)                      | 1.84 مليار   | 3.48 مليار                                 |
| الناتج المحلي الإجمالي (تعادل القوة الشرائية) بليون دولار | 3.05 مليار   | 8.13 مليار                                 |
| الناتج المحلي الإجمالي الاسمي للفرد دولار أمريكي          | 4.88 ألف     | 277                                        |
| الناتج المحلي الإجمالي للفرد دولار أمريكي                 | 8.42 ألف     | 77                                         |
| مؤشر التنمية البشرية                                      | 0.715        | 0.400                                      |
| رمز المكالمات الدولي                                      | +501         | +257                                       |
| رمز الإنترنت                                              | .bz          | .bi                                        |
| المنطقة الزمنية                                           | 00           | ت ع م+02:00                                |

## منظمات دولية مشتركة
يشترك البلدان في عضوية مجموعة من المنظمات الدولية، منها:
| علم المنظمة | اسم المنظمة                                 | تاريخ انضمام بليز | تاريخ انضمام بوروندي |
| ----------- | ------------------------------------------- | ----------------- | -------------------- |
|             | مؤسسة التنمية الدولية                       | 19 مارس 1982      | 28 سبتمبر 1963       |
|             | يونسكو                                      | 10 مايو 1982      | 16 نوفمبر 1962       |
|             | وكالة ضمان الاستثمار متعدد الأطراف          | 29 يونيو 1992     | 10 مارس 1998         |
|             | الأمم المتحدة                               | 25 سبتمبر 1981    | 18 سبتمبر 1962       |
|             | مجموعة دول أفريقيا والكاريبي والمحيط الهادئ | ?                 | ?                    |
|             | الاتحاد البريدي العالمي                     | ?                 | ?                    |
|             | البنك الدولي للإنشاء والتعمير               | 19 مارس 1982      | 28 سبتمبر 1963       |
|             | الاتحاد الدولي للاتصالات                    | 16 ديسمبر 1981    | 16 فبراير 1963       |
|             | منظمة حظر الأسلحة الكيميائية                | ?                 | ?                    |
|             | مؤسسة التمويل الدولية                       | 19 مارس 1982      | 28 نوفمبر 1979       |
|             | منظمة التجارة العالمية                      | ?                 | 23 يوليو 1995        |
|             | منظمة الشرطة الجنائية الدولية               | ?                 | ?                    |

## وصلات خارجية
- موقع وزارة الخارجية البليزية